# Vorrei incontrarti fra cent'anni
Vorrei incontrarti fra cent'anni è un singolo scritto da Ron ed interpretato dallo stesso cantante con la partecipazione di Tosca.
Il brano, presentato al Festival di Sanremo 1996, vinse la manifestazione.
Ron avrebbe dovuto duettare con Ivana Spagna, che però aveva già presentato una sua canzone, E io penso a te, giunta poi al 4º posto.

## Controversie
Si sospetta che i voti furono truccati in suo favore: la vittoria sarebbe forse dovuta andare a La terra dei cachi di Elio e le Storie Tese, classificatisi poi al 2º posto.
Alcuni versi della canzone sono mutuati dai sonetti di William Shakespeare.

## Cover
Nel 2014 il brano è stato eseguito da Matteo Becucci e Serena Rossi durante la quarta edizione del programma televisivo Tale e quale show. In seguito i due hanno inciso il brano in studio e inserito come bonus track nell'album di Becucci Tutti quanti Mery.

## Classifiche
| Paese  | Posizione raggiunta |
| ------ | ------------------- |
| Italia | 7                   |